# Route 370 (Nouveau-Brunswick)
Pour les articles homonymes, voir Route 370.
La route 370 est une route locale du Nouveau-Brunswick située dans le nord-est de la province, au sud-ouest de Tracadie-Sheila. Elle contourne la grande rivière Tracadie et son delta (surnommé The Lake). Elle mesure 12 kilomètres, et est pavée sur toute sa longueur.

## Tracé
La 370 débute à Rivière-du-Portage, sur la route 11. Elle commence par se diriger vers l'ouest en traversant justement la rivière du Portage, puis elle bifurque vers le nord et suit ensuite la rive sud de la grande rivière Tracadie en se dirigeant vers l'ouest, jusqu'à Pont-Lafrance. La 370 possède ensuite 2 courbes à 90° permettant de traverser la rivière. Elle est ensuite nommée rue Louis-Daigle alors qu'elle suit la rive nord de la rivière Tracadie. Finalement, elle traverse le secteur Sheila de Tracadie-Sheila, puis elle se termine à la sortie 192 de la route 11, à nouveau. 

## Intersections principales
| Route 370                                       |                          |     |                                                                   |                                              |
| Comté                                           | Location                 | km  | Intersection/Destinations                                         | Notes                                        |
| Comté de Northumberland                         | Rivière-du-Portage       | 0   | R-11, Tracadie-Sheila, Neguac, Miramichi                          | extrémité sud de la 370                      |
| Comté de Northumberland                         | Rivière-du-Portage       | ~1  | Traverse de la rivière du Portage                                 |                                              |
| Comté de Gloucester                             | Pont-Lafrance            | 5   | Chemin Adelard ouest, Ancien Champ de Tir de Tracadie             | Virage de 90° vers la droite (vers le nord)  |
| Comté de Gloucester                             | Pont-Lafrance            | 5.5 | Traverse de la grande rivière Tracadie                            |                                              |
| Comté de Gloucester                             | Leech                    | 6   | Chemin Leech ouest, Saint-Irénée, ancien champ de tir de Tracadie | virage de 90° vers la droite (vers l'est)    |
| Comté de Gloucester                             | Tracadie-Sheila (Sheila) | 11  | rue Principale nord, Tracadie-Sheila (Tracadie)                   |                                              |
| Comté de Gloucester                             | Tracadie-Sheila (Sheila) | 12  | R-11, Caraquet, Miramichi                                         | extrémité est de la 370; sortie 192 de la 11 |
| Bleu Foncé: Échangeur // Bleu Pâle: Cours d'Eau |                          |     |                                                                   |                                              |